# 22366 Flettner
22366 Flettner este o planetă minoră (asteroid), cu un diametru de 3,472 km, din centura de asteroizi. A fost descoperită pe 21 iunie 1993 la Observatorul Național Kitt Peak de Spacewatch. 
Obiectul prezintă o orbită caracterizată de o semiaxă mare de 2,8799789 UAi, o excentricitate de 0,07, o înclinație de 2,59734 ° în raport cu ecliptica.